# サバンナヨコクビガメ
サバンナヨコクビガメ（Podocnemis vogli）は、爬虫綱カメ目ヨコクビガメ科（ナンベイヨコクビガメ科とする説もあり）ナンベイヨコクビガメ属に分類されるカメ。別名リャノヨコクビガメ。

## 分布
エクアドル、コロンビア（オリノコ川水系の上・中流域）

## 形態
最大甲長36cm。オスよりもメスの方が大型になる。背甲は卵型で扁平。後部縁甲板は滑らか。背甲の色彩は褐色や暗緑色一色。腹甲は大型。左右の腹甲板の継ぎ目の長さ（間腹甲板長）よりも、左右の股甲板の継ぎ目の方が長い。腹甲の色彩は淡黄色で、個体によっては不明瞭な暗色の斑紋が入る。
頭部は大型。吻端は先端が凹み二股に分かれる。下顎には2本の髭状突起がある。頭部背面の眼の間には細い溝が入る。体色は灰色や褐色で、嘴とも呼ばれる顎の角質部は黄色。頸部や四肢、尾の色彩は灰色。 
幼体の背甲は褐色で、甲板の継ぎ目（シーム）が黒く縁甲板の外縁が黄色い。椎甲板にあまり発達しない筋状の盛り上がり（キール）があるが、成長に伴い消失する。また頭部の斑紋は白や淡黄色なのに対し、成体（特にメス）では褐色や灰褐色になる。オスは頭部の斑紋が幼体の色彩を残す個体が多い。

## 生態
和名や英名の通りサバンナ（リャノ）を流れる河川や池沼、湿地に生息する。水棲傾向が強いものの、日光浴を好み陸に上がることもある。
食性は雑食で、魚類、両生類、昆虫類、甲殻類、水草、果実等を食べる。成長に伴い植物食傾向が強くなる（特にメス）。水面のプランクトンを濾しとって食べることもある。乾季になると数少ない水場に集団で集まり、その場にある有機物を食べ乾季を凌ぐ。さらに幼体は水中でカピバラの糞を食べた例もある。
繁殖形態は卵生。雨季の終わりから乾季に1回に5-20個の卵を産む。卵は次の雨季に孵化する。

## 人間との関係
生息地では食用にされることがある。
ペットとして飼育されることもあり、日本にも輸入されている。生息地では保護されているため世界的に見ても流通は稀。世界的にも近年までほとんど流通のない種だったが、最近では2006年に養殖されたと思われる個体（孵化後まもなく、大きさが均一なため）が多数流通した。